# Dyanna Lauren
Dyanna Lauren (Los Ángeles, California; 18 de marzo de 1965) es una bailarina erótica, actriz pornográfica y directora de películas norteamericana. Apareció en aproximadamente 100 películas entre 1992 y 1998; luego de lo cual dejó de actuar y empezó a dirigir películas. También es cantante de la banda de rock Thousand Year Itch, quienes lanzaron un álbum en el año 2000.
Lauren fue "Pet of the Month" de la revista Penthouse en el mes de julio de 1995.
Además Lauren fue la primera invitada en aparecer en solitario en el programa The Helmetcam Show, el cual fue televisado en directo el 21 de agosto de 1996.
Además de sus trabajos en películas para adultos, Lauren también canto y apareció con la banda Marilyn Manson en el álbum Mechanical Animals conjuntamente con la también actriz porno Kobe Tai.
En el 2007, Lauren se convirtió en gerente y representante de Ninn Worx_SR, una compañía de producción de películas de la que es copropietaria con su esposo, John Gray.
Lauren fue nombrada en el Salón de la Fama de AVN en una ceremonia llevada a cabo el 12 de enero de 2008.

## Premios
- 1998 Premios AVN – Mejor Actriz - Película – Bad Wives[7]
- 1998 Premios AVN– Mejor Escena de Sexo Anal – Película – Bad Wives (con Steven St. Croix)[7]